# جيمس ماغي (تنس)
جيمس ماغي (بالإنجليزية: James McGee)‏ مواليد 10 يونيو 1987 في دبلن، هو لاعب كرة مضرب أيرلندي بدأ مسيرته كمحترف سنة 2008 يلعب باليد اليمنى ويحتل حالياً المرتبة رقم. 199 (11 يناير 2016) في تصنيف رابطة محترفي كرة المضرب. أعلى تصنيف له في الفردي كان المركز الـ 146 في سنة 2015. أعلى تصنيف له في الزوجي كان المركز الـ 430 في سنة 2010.

## الخط الزمني للفردي
مفتاح
| ف | ن | ن.ن | ر.ن | د# | د.م | ل | أ.أ | ت | غ | ب | ف | ذ | م.خ | ل.ت |

(ف) فاز بالبطولة (ن) وصل النهائي (ن.ن) نصف النهائي (ر.ن) ربع النهائي (د#) الأدوار الأربعة الأولى (د.م) دور المجموعات (ل) شارك في كأس ديفيز (أ.أ) خرج من الأدوار الاولى (ت) خسر التصفيات التأهيلية (غ) غاب عن الحدث أو البطولة (ب) حصل على ميدالية برونزية (ف) حصل على ميدالية فضية (ذ) حصل على ميدالية ذهبية (م.خ) بطولة الماسترز خُفضت إلى مرتبة أقل (ل.ت) البطولة لم تعقد في السنة المعينة.
لتجنب الارتباك وازدواجية الحساب، يتم تحديث هذه المعلومات إما في نهاية البطولة، أو عندما تكون مشاركة اللاعب في البطولة قد انتهت.
| الدورة            | 2013 | 2014 | 2015 | 2016 |
| ----------------- | ---- | ---- | ---- | ---- |
| أستراليا المفتوحة | غ    | ت1   | ت2   | ت3   |
| فرنسا المفتوحة    | غ    | ت3   | ت1   |      |
| ويمبلدون          | ت1   | ت1   | ت1   |      |
| أمريكا المفتوحة   | غ    | د1   | غ    |      |

## روابط خارجية
- جيمس ماغي على موقع رابطة محترفي التنس (الإنجليزية)
- جيمس ماغي على موقع الاتحاد الدولي لكرة المضرب (الإنجليزية)
- جيمس ماغي على موقع كأس ديفيز (الإنجليزية)
- جيمس ماغي على موقع خلاصة التنس.كوم (الإنجليزية)
- جيمس ماغي على موقع إي إس بي إن.كوم (الإنجليزية)